# Маямі-Дейд
Шаблон:StateAbbr_ 25°46′27″ пн. ш. 80°11′37″ зх. д. / 25.774166666667° пн. ш. 80.193611111111° зх. д.
Маямі-Дейд (англ. Miami-Dade County) — округ (графство) у штаті Флорида, США. Площа 6297 км².
Населення 2 498 018 осіб (2010 рік). Адміністративний центр — Маямі.
Виділений 1836 року з округу Сент-Джонс. Входить до агломерації Маямі.

## Географія
За даними Бюро перепису населення США, загальна площа округу становить 2 431 квадратних миля (6 300 км²), з них 1 898 квадратних миль (4 920 км²) — суша, а 533 квадратних милі (1 380 км²) (21,9 %) — вода.

## Суміжні округи
- Бровард — північ
- Монро — південний захід
- Колльєр — північний захід

## Галерея

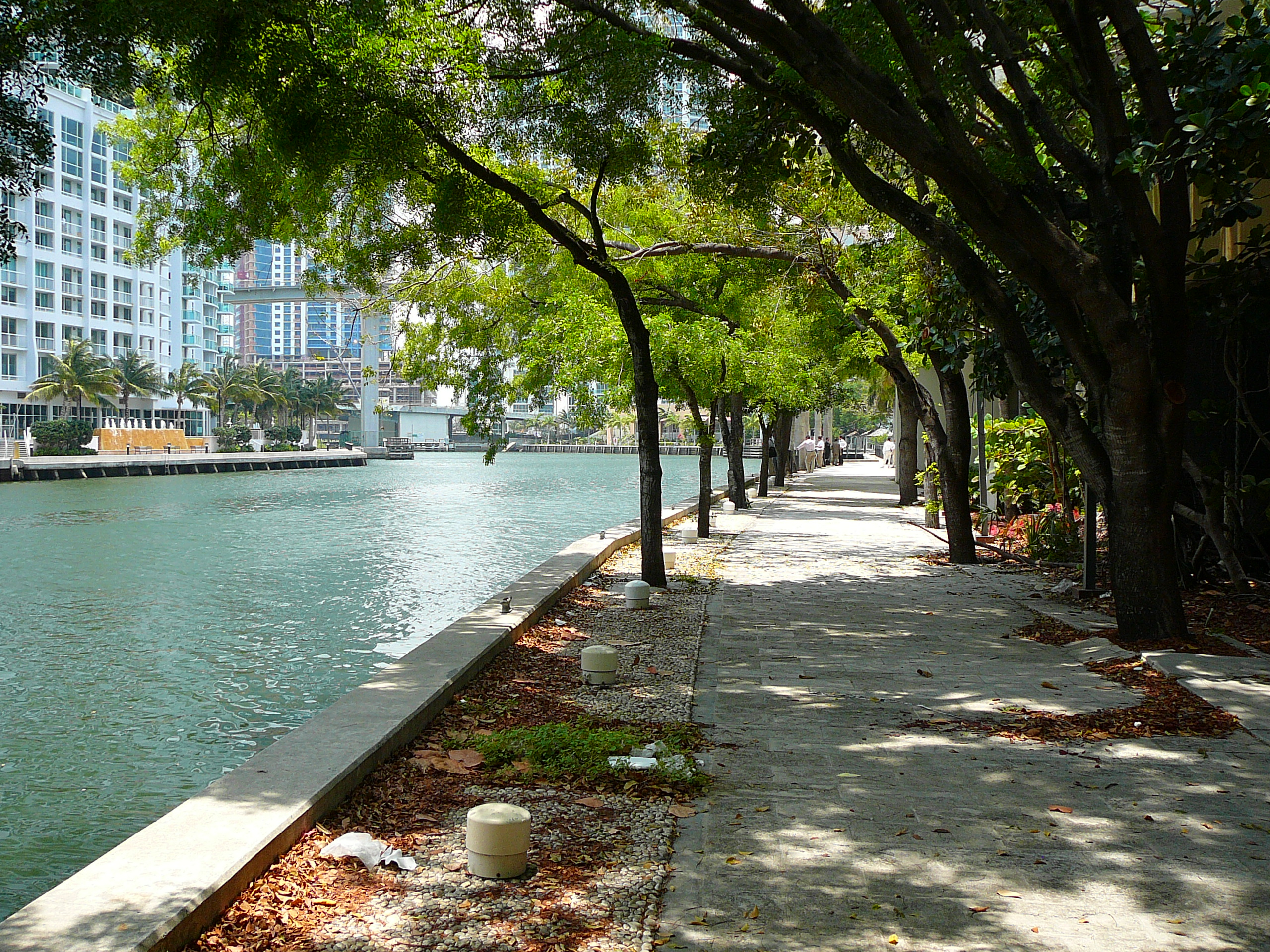
Річка Маямі у центрі міста Маямі
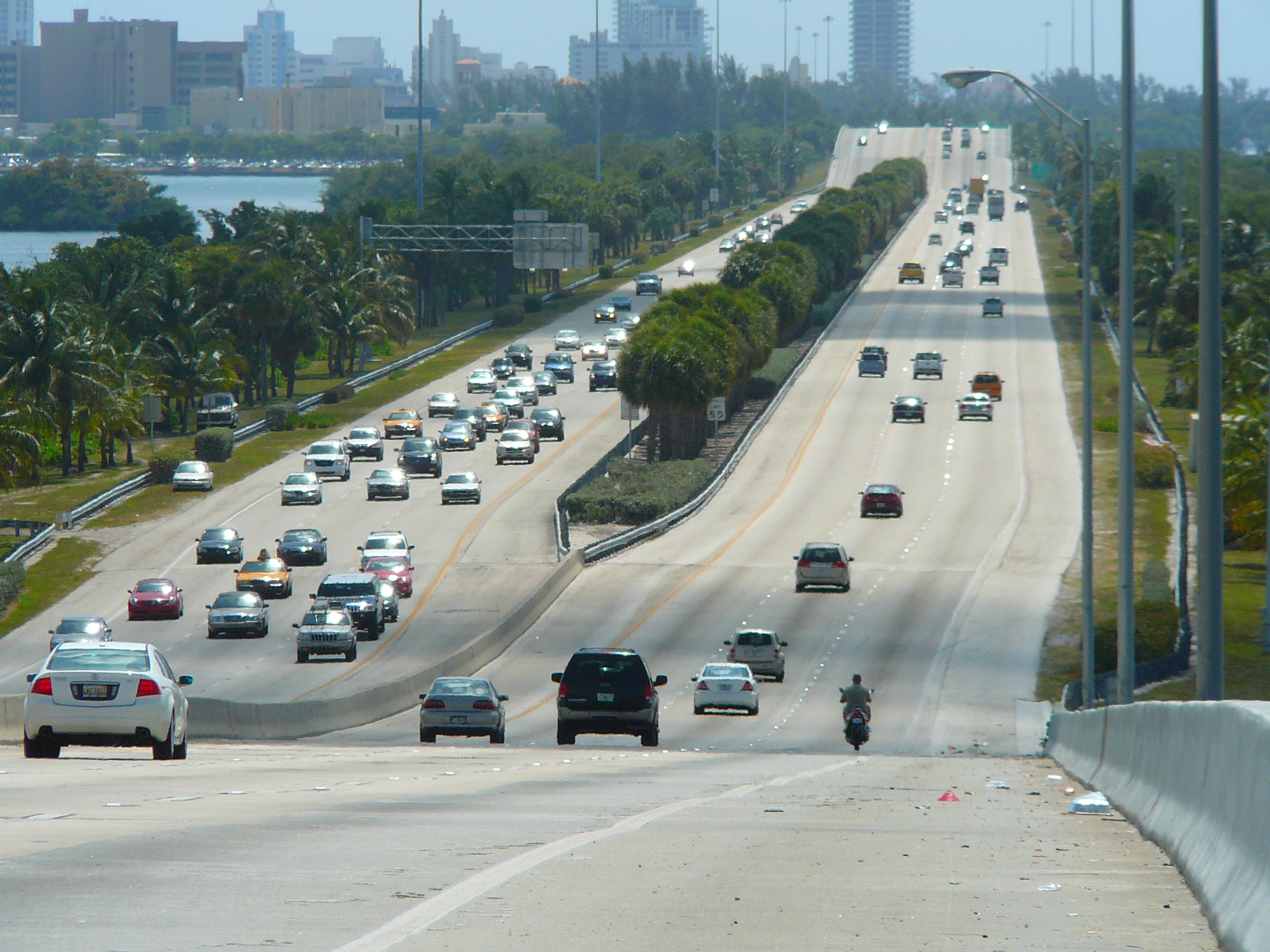
Шлях, що єднає міста Маямі й Маямі-Біч
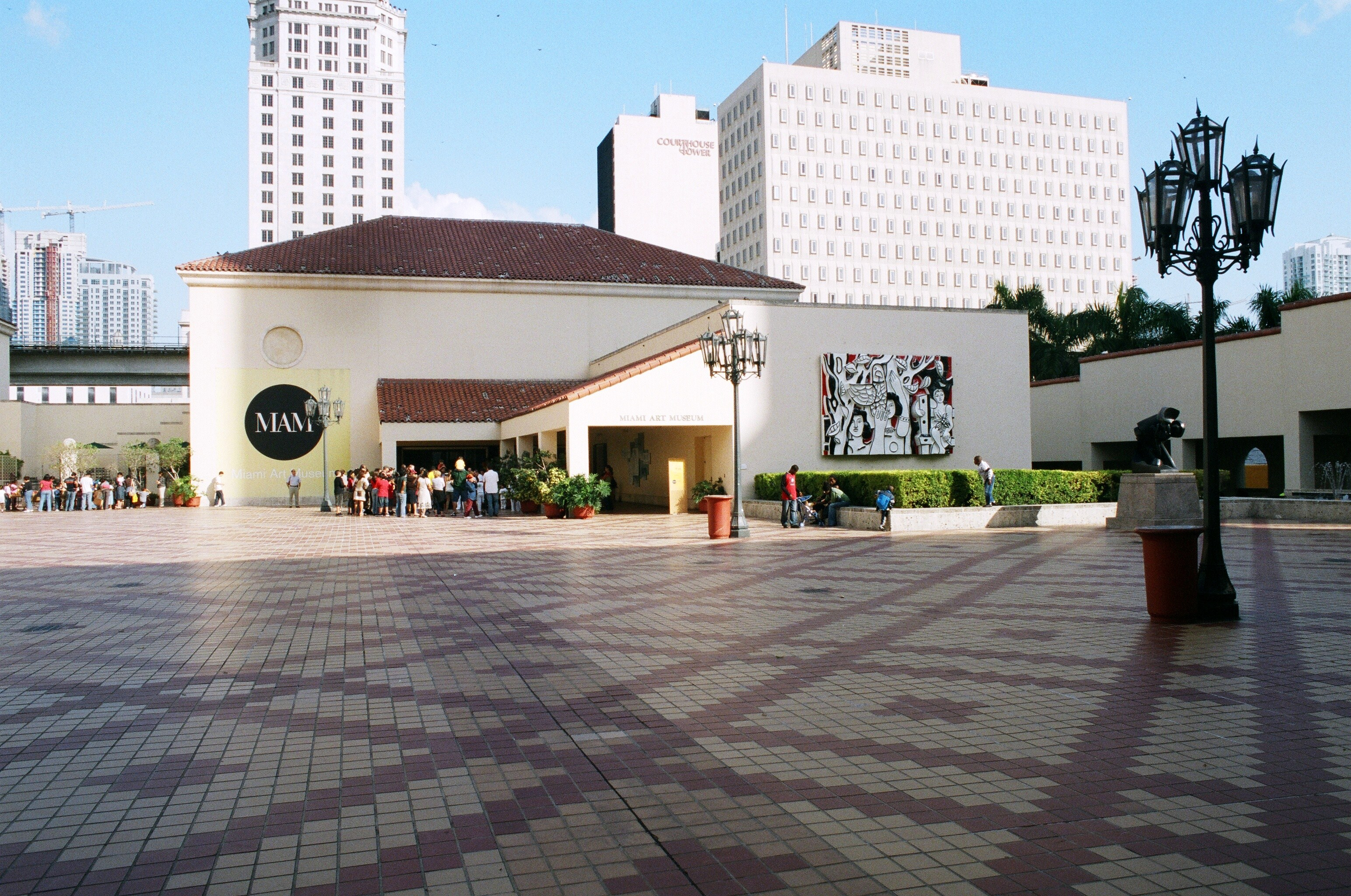
Маямський мистецький музей

## Міста-побратими
- Новий Тайбей, Тайвань[5]